# Rosetta (nau espacial)
Rosetta va ser una sonda espacial no tripulada de l'Agència Espacial Europea destinada a l'exploració continuada i detallada del cometa 67P/Txuriúmov-Herassimenko. Consisteix en dos parts principals: la sonda orbital Rosetta i la sonda de superfície Philae. La part orbital rep el nom de la famosa pedra de Rosetta, ja que s'espera que els resultats obtinguts ajudin a comprendre les primeres etapes de formació del sistema solar; per la seva banda, la sonda de superfície rep el nom de l'illa de Files, al Nil, un obelisc de la qual ajudà en el desxiframent de la pedra de Rosetta. Fou llançada el 2004 i entrà en òrbita al voltant del cometa el 2014 segons s'informà a través del seu perfil de Twitter.

## Missió
L'objectiu inicial de la missió era el cometa 46P/Wirtanen, però a causa del retard del llançament original el gener de 2003, es va escollir un altre cometa situat en una òrbita convenient: el 67P/Txuriúmov-Herassimenko. Es tracta d'un cometa periòdic que es troba en una òrbita relativament propera al Sol, després d'haver estat modificada per l'atracció gravitatòria de Júpiter; fou descobert el 1969 per l'astrònom Klim Txuriúmov de la Universitat de Kíev (Ucraïna) gràcies a imatges captades per la seva col·lega Svitlana Herassimenko, de l'Institut d'Astrofísica de Duixanbe (Tadjikistan). Els gasos expulsats pel cometa seran analitzats pels instruments científics de la Rosetta i la Philae permetent-ne examinar l'exacta composició química i, d'aquesta manera, determinar les condicions existents fa 4.500 milions d'anys, quan es va formar el sistema solar.
La missió s'inicià el 2 de març de 2004 a les 07:17 UTC, quan la sonda fou llançada amb un coet Ariane 5 des de la base de llançament de Kourou a la Guaiana Francesa. L'Ariane situà en una òrbita excèntrica (de 200 x 400 km) l'etapa superior i la seva càrrega. Gairebé dues hores després, a les 09:14 UTC l'etapa superior es va encendre per a arribar a la velocitat d'escapament necessària per fugir de l'atracció terrestre i entrar en una òrbita heliocèntrica. 18 minuts després, la sonda Rosetta es va separar de l'etapa superior.
La nau passà novament prop de la Terra el març de 2005, per rebre'n una assistència gravitatòria; posteriorment passà dues vegades més prop de la Terra i una vegada per Mart, per assolir finalment el cometa deu anys després. Lluny del Sol la Rosetta hibernà durant diversos períodes, per un temps total igual a 80 mesos, del total de 115 que durà el viatge. La missió només rebrà ordres per a les maniobres de correcció orbital i per a la possible exploració d'almenys un asteroide que trobà durant el camí (actualment es contempla la possibilitat de visitar el (2867) Šteins el 2008 i el (21) Lutècia el 2010). A mitjan 2011, quan estigui situada a uns 800 milions de quilòmetres del Sol, la sonda encendrà el seu motor principal per a situar-la en una trajectòria d'intersecció amb l'òrbita del cometa. El gener de 2014, la Rosetta fou activada completament i es preparà per a una fase d'acostament que durà sis mesos.
El 6 d'agost de 2014, la nau espacial va arribar al cometa i va realitzar una sèrie de maniobres per orbitar el cometa a distàncies de 30 a 10 quilòmetres. El 12 de novembre, el seu mòdul Philae va realitzar el primer desembarcament amb èxit sobre un cometa, encara que la seva bateria es va esgotar dos dies després. Les comunicacions amb Philae es van restablir breument els mesos de juny i juliol de 2015, però a causa de la disminució de l'energia solar, el mòdul de comunicacions de Rosetta amb l'aterrador es va desactivar el 27 de juliol de 2016. El 30 de setembre de 2016, la nau espacial Rosetta va acabar la seva missió impactant contra el cometa a la seva regió de Ma'at.

### Cronologia del vol
- 2 de març de 2004: Llançament de la sonda, a les 07:17 UTC, amb un coet Ariane 5, des de la base de llançament de Kourou.
- 3 de març de 2004: Ajustament amb èxit dels canals de comunicació i dels giròscops d'estabilització.
- 17 d'abril de 2004: Fallada en el sistema pirotècnic d'obertura del detector ALICE. Corregit tres dies després.
- 1 de maig de 2004: Primera operació científica: observació del cometa LINEAR (descobert per la sonda LINEAR).
- 10 de maig de 2004: Completada amb èxit la maniobra més crítica, amb la ignició de quatre propulsors durant 3,5 hores, per assolir un Δv de 152,8 m/s.
- 4 de març de 2005: Completat amb èxit el primer sobrevol de la Terra.
- 18 de juliol de 2005: Completada l'observació de l'impacte de la sonda de penetració de la Deep Impact amb el cometa 9P/Tempel, iniciada el 28 de juny.
- 26 de febrer de 2007: Sobrevol de Mart.
- Novembre de 2007: segon sobrevol de la Terra.
- Setembre de 2008: sobrevol de l'asteroide (2867) Šteins.
- Novembre de 2009: Previst el tercer sobrevol de la Terra.
- Juliol de 2010: Previst el sobrevol de l'asteroide (21) Lutècia.
- 20 de gener de 2014: Després de dos anys «d'hivernació» el sistema informàtic «desperta» la nau a les 10:00 UTC
- 6 d'agost de 2014: Maniobra final d'arribada al cometa Txuriúmov-Herassimenko 67P.
- 12 de novembre de 2014: Aterratge de la Philae sobre el cometa.[9]
- 10 de desembre de 2014: Dades de l'espectròmetre de masses ROSINA mostren que la proporció aigua pesant/aigua normal al cometa 67P és més de tres cops la que es troba a la Terra. Aquest descobriment reforça la idea que l'origen de l'aigua terrestre no són cometes del tipus 67P.[10]
- 14 d'abril de 2015: S'informa que el nucli del cometa no té camp magnètic propi.[11]
- 2 de juliol de 2015: S'informa de la presència al cometa de pous actius relacionats amb processos d'enfonsament, possiblement acompanyats d'explosions.[12]
- 11 d'agost de 2015: L'ESA proporciona imatges d'una explosió al cometa que es va produir el 29 de juliol.[13]
- 28 d'octubre de 2015: L'ESA informa de la detecció feta per Roseta d'oxigen molecular al cometa 67P. És el primer cop que es detecta aquesta forma molecular en un cometa.[14]
- 25 d'agost de 2016: Roseta captura imatges espectaculars d'una explosió al 67P.[15]
- 30 de setembre de 2016: la nau espacial Rosetta va acabar la seva missió impactant contra el cometa a la seva regió de Ma'at.[7]

## Disseny de la sonda i instrumentació
La Rosetta pròpiament dita (és a dir, només la sonda orbital, sense la Philae) era gairebé un cub amb unes dimensions de 2,8 x 2,1 x 2,0 metres, en el qual s'hi van incorporar tots els sistemes i instruments. L'alimentació elèctrica quedava garantida per dos panells solars de 14 m, amb una superfície total de 64 m². En un dels costats del cub es trobava l'antena parabòlica de 2,2 metres de diàmetre, una antena orientable d'alt guany, mentre que al cantó oposat es trobava unida la Philae. El pes total en el llançament fou de 3.000 kg aproximadament, dels quals 1.670 kg corresponien al propel·lent.
Els instruments científics a bord de la sonda orbital eren els següents:
- ROSINA serví per a identificar àtoms, molècules i ions del vapor alliberat pel cometa, a través d'espectròmetres de masses.
- BERENICE identificà la presència d'isòtops d'hidrogen, carboni, nitrogen i oxigen gràcies a la combinació d'un cromatògraf i un espectròmetre de masses.
- COSIMA identificà els materials rocallosos i granulars de la pols expulsada pel cometa amb un espectròmetre de masses.
- MIDAS examinà els grans de pols amb un gran detall amb l'ajuda d'un microscopi de forces atòmiques.
- GIADA mesurà les velocitats i masses dels grans de pols amb tècniques piezoelèctriques.
- OSIRIS permeté cartografiar la superfície del cometa amb gran detall, a través de càmeres d'alta resolució.
- ALICE analitzà i cartografià els materials de la superfície i el vapor en la banda de l'ultraviolat.
- VIRTIS analitzà i cartografià els materials de la superfície i vapor en la banda de l'infraroig.
- MIRO analitzà el vapor en la banda de microones i sondejà alguns centímetres sota la superfície.
- CONSERT sondejà l'interior mitjançant senyals de ràdio en intercanvi amb la sonda de superfície Philae.

Per la seva banda, la sonda superficial Philae, amb un pes de 100 kg, duia els següents instruments a bord:
- APXS, un espectròmetre de raigs X de protons alfa.
- SD², un dispositiu de mostreig.
- PTOLEMY, un analitzador de gas.
- CIVA/ROLIS prengué imatges amb càmeres panoràmiques i un visualitzador del descens cap a la superfície.
- COSAC prengué mostres del cometa i les analitzà.
- SESAME estudià la superfície del cometa amb un sondeig elèctric i acústic.
- MUPUS, un sensor multitasca per a diversos estudis de la superfície.
- ROMAP, un magnetòmetre RoLand que estudià el plasma.
- CONSERT sondejà l'interior mitjançant senyals de ràdio en intercanvi amb la sonda orbital Rosetta.

## Resultats científics
El 4 de juliol de 2005 es van activar els instruments de presa d'imatges de la Rosetta per observar el cometa 9P/Tempel durant el xoc amb la sonda d'impacte de la missió Deep Impact. Els resultats mostraren que la lluminositat del cometa s'havia incrementat cinc vegades en els 30 minuts posteriors a l'impacte i que es mantingué més o menys constant durant l'hora següent.
Els instruments Ptolemeu i COSAC han fet anàlisis de gas i pols del cometa, demostrant que tots dos contenien compostos orgànics (basats en el carboni) també rics en nitrogen, alguns dels quals mai no havien estat descoberts en cap cometa. Alguns d'ells eren molècules que tenen un paper clau en la síntesi d'aminoàcids, glúcids i bases nitrogenades de l'ADN. En altres paraules, els components bàsics de la vida.
ROSINA (Rosetta Orbiter Spectrometer for Ion and Neutral Analysis) ha detectat oxigen molecular al 67P. És el primer cop que es detecta aquesta forma molecular d'oxigen en un cometa.